# Copa América 1959 (Ecuador)
De Copa América 1959 (2de) (eigenlijk Zuid-Amerikaans voetbalkampioenschap 1959 (Ecuador), want de naam Copa América wordt pas vanaf 1975 gedragen) was een toernooi gehouden in Ecuador van 5 december tot 25 december 1959.
De deelnemende landen waren Argentinië, Brazilië, Ecuador, Paraguay en Uruguay.

## Deelnemende landen
| Land           | Aantal deelnames | Huidig aantal deelnames op rij | Vorige deelname |
| -------------- | ---------------- | ------------------------------ | --------------- |
| Argentinië (t) | 24ste            | 5                              | 1959            |
| Brazilië       | 19de             | 4                              | 1959            |
| Ecuador (g)    | 10de             | 1                              | 1957            |
| Paraguay       | 18de             | 2                              | 1959            |
| Uruguay        | 26ste            | 18                             | 1959            |

- (g) = gastland
- (t) = titelverdediger

## Stadion
| Guayaquil                         | · Guayaquil |
| Estadio Modelo Capaciteit: 42.000 | · Guayaquil |
|                                   | · Guayaquil |

## Scheidsrechters
De organisatie nodigde in totaal 4 scheidsrechters uit voor 10 duels. Tussen haakjes staat het aantal gefloten duels tijdens de Copa América 1959.

## Eindstand
| Land       | Wed | Win | Gel | Ver | DV | DT | +/− | Pnt |
| ---------- | --- | --- | --- | --- | -- | -- | --- | --- |
| Uruguay    | 4   | 3   | 1   | 0   | 13 | 1  | +12 | 7   |
| Argentinië | 4   | 2   | 1   | 1   | 9  | 9  | 0   | 5   |
| Brazilië   | 4   | 2   | 0   | 2   | 7  | 10 | –3  | 4   |
| Ecuador    | 4   | 1   | 1   | 2   | 5  | 9  | –4  | 3   |
| Paraguay   | 4   | 0   | 1   | 3   | 6  | 11 | –5  | 1   |

## Wedstrijden
Elk land speelde één keer tegen elk ander land. De puntenverdeling was als volgt:
- Twee punten voor winst
- Eén punt voor gelijkspel
- Nul punten voor verlies

|                                    |                                |       |                        |                                                                                |
| 5 december 1959 «onderlinge duels» | Brazilië                       | 3 – 2 | Paraguay               | Estadio Modelo, Guayaquil Toeschouwers: 35.000 Scheidsrechter: Carlos Ceballos |
| 5 december 1959 «onderlinge duels» | Paulo 25', 39' Zé de Mello 55' |       | Parodi 72' Benítez 90' | Estadio Modelo, Guayaquil Toeschouwers: 35.000 Scheidsrechter: Carlos Ceballos |

|                                    |                                                       |       |         |                                                                                    |
| 6 december 1959 «onderlinge duels» | Uruguay                                               | 4 – 0 | Ecuador | Estadio Modelo, Guayaquil Toeschouwers: 55.000 Scheidsrechter: José Luis Praddaude |
| 6 december 1959 «onderlinge duels» | Silveira 1' (pen.) Escalada 28' Bergara 46' Pérez 52' |       |         | Estadio Modelo, Guayaquil Toeschouwers: 55.000 Scheidsrechter: José Luis Praddaude |

|                                    |                                            |       |                        |                                                                               |
| 9 december 1959 «onderlinge duels» | Argentinië                                 | 4 – 2 | Paraguay               | Estadio Modelo, Guayaquil Toeschouwers: 15.000 Scheidsrechter: Esteban Marino |
| 9 december 1959 «onderlinge duels» | Sanfilippo 8', 57', 89' (pen.) Pizzuti 81' |       | Insfrán 30' Cabral 90' | Estadio Modelo, Guayaquil Toeschouwers: 15.000 Scheidsrechter: Esteban Marino |

|                                     |                                    |       |          |                                                                                    |
| 12 december 1959 «onderlinge duels» | Uruguay                            | 3 – 0 | Brazilië | Estadio Modelo, Guayaquil Toeschouwers: 55.000 Scheidsrechter: José Luis Praddaude |
| 12 december 1959 «onderlinge duels» | Escalada 49' Bergara 67' Sasía 75' |       |          | Estadio Modelo, Guayaquil Toeschouwers: 55.000 Scheidsrechter: José Luis Praddaude |

|                                     |           |       |            |                                                                                    |
| 12 december 1959 «onderlinge duels» | Ecuador   | 1 – 1 | Argentinië | Estadio Modelo, Guayaquil Toeschouwers: 55.000 Scheidsrechter: José Gomes Sobrinho |
| 12 december 1959 «onderlinge duels» | Raffo 20' |       | Sosa 62'   | Estadio Modelo, Guayaquil Toeschouwers: 55.000 Scheidsrechter: José Gomes Sobrinho |

|                                     |                                                           |       |            |                                                                                    |
| 16 december 1959 «onderlinge duels» | Uruguay                                                   | 5 – 0 | Argentinië | Estadio Modelo, Guayaquil Toeschouwers: 50.000 Scheidsrechter: José Gomes Sobrinho |
| 16 december 1959 «onderlinge duels» | Silveira 9' (pen.), 55' (pen.) Bergara 15', 64' Sasía 25' |       |            | Estadio Modelo, Guayaquil Toeschouwers: 50.000 Scheidsrechter: José Gomes Sobrinho |

|                                     |                                       |       |           |                                                                               |
| 19 december 1959 «onderlinge duels» | Brazilië                              | 3 – 1 | Ecuador   | Estadio Modelo, Guayaquil Toeschouwers: 55.000 Scheidsrechter: Esteban Marino |
| 19 december 1959 «onderlinge duels» | Paulo 23' Geraldo 42' Zé de Mello 45' |       | Raffo 12' | Estadio Modelo, Guayaquil Toeschouwers: 55.000 Scheidsrechter: Esteban Marino |

|                                     |                                    |       |             |                                                                               |
| 22 december 1959 «onderlinge duels» | Argentinië                         | 4 – 1 | Brazilië    | Estadio Modelo, Guayaquil Toeschouwers: 42.000 Scheidsrechter: Esteban Marino |
| 22 december 1959 «onderlinge duels» | García 2' Sanfilippo 27', 89', 90' |       | Geraldo 64' | Estadio Modelo, Guayaquil Toeschouwers: 42.000 Scheidsrechter: Esteban Marino |

|                                     |            |       |           |                                                                                    |
| 22 december 1959 «onderlinge duels» | Paraguay   | 1 – 1 | Uruguay   | Estadio Modelo, Guayaquil Toeschouwers: 45.000 Scheidsrechter: José Luis Praddaude |
| 22 december 1959 «onderlinge duels» | Parodi 32' |       | Sasía 88' | Estadio Modelo, Guayaquil Toeschouwers: 45.000 Scheidsrechter: José Luis Praddaude |

|                                     |                                     |       |                 |                                                                                    |
| 25 december 1959 «onderlinge duels» | Ecuador                             | 3 – 1 | Paraguay        | Estadio Modelo, Guayaquil Toeschouwers: 55.000 Scheidsrechter: José Gomes Sobrinho |
| 25 december 1959 «onderlinge duels» | Spencer 16' Balseca 25' Cañarte 74' |       | Gómez 5' (e.d.) | Estadio Modelo, Guayaquil Toeschouwers: 55.000 Scheidsrechter: José Gomes Sobrinho |

|                    |
| Vlag van Uruguay   |
| URUGUAY 10de titel |

## Doelpuntenmakers
6 doelpunten
- José Sanfilippo

4 doelpunten
- Mario Ludovico Bergara

3 doelpunten
- Paulo Pisaneschi
- Alcides Silveira
- José Sasía

2 doelpunten
- Geraldo José da Silva
- Zé de Mello
- Carlos Alberto Raffo
- José Parodi
- Guillermo Escalada

1 doelpunt
- Juan José Pizzuti
- Omar Higinio García
- Rubén Héctor Sosa
- Alberto Pedro Spencer

- Climaco Cañarte
- José Vicente Balseca
- Eligio Antonio Insfrán

- Genaro Benítez
- Pedro Antonio Cabral
- Domingo Pérez

Eigen doelpunt
- Rómulo Gómez (Tegen Paraguay)

1916 · 
1917 · 
1919 · 
1920 · 
1921 · 
1922 · 
1923 · 
1924 · 
1925 · 
1926 · 
1927 · 
1929 · 
1935 · 
1937 · 
1939 · 
1941 · 
1942 · 
1945 · 
1946 · 
1947 · 
1949 · 
1953 · 
1955 · 
1956 · 
1957 · 
1959 · 
1959 · 
1963 · 
1967 · 
1975 · 
1979 · 
1983 · 
1987 · 
1989 · 
1991 · 
1993 · 
1995 · 
1997 · 
1999 · 
2001 · 
2004 · 
2007 · 
2011 · 
2015 · 
2016 ·
2019 ·
2021 ·
2024